# Terrytown (Nebraska)
Terrytown és una població dels Estats Units a l'estat de Nebraska. Segons el cens del 2000 tenia 646 habitants.

## Demografia
Segons el cens del 2000, Terrytown tenia 646 habitants, 246 habitatges, i 150 famílies. La densitat de població era de 593,9 habitants per km².
Dels 246 habitatges en un 42,7% hi vivien nens de menys de 18 anys, en un 34,6% hi vivien parelles casades, en un 19,9% dones solteres, i en un 39% no eren unitats familiars. En el 31,7% dels habitatges hi vivien persones soles el 13% de les quals corresponia a persones de 65 anys o més que vivien soles. El nombre mitjà de persones vivint en cada habitatge era de 2,63 i el nombre mitjà de persones que vivien en cada família era de 3,39.
Per edats la població es repartia de la següent manera: un 36,7% tenia menys de 18 anys, un 11,1% entre 18 i 24, un 30,5% entre 25 i 44, un 13,5% de 45 a 60 i un 8,2% 65 anys o més.
L'edat mediana era de 26 anys. Per cada 100 dones de 18 o més anys hi havia 88,5 homes.
La renda mediana per habitatge era de 16.536 $ i la renda mediana per família de 19.583 $. Els homes tenien una renda mediana de 20.192 $ mentre que les dones 13.393 $. La renda per capita de la població era de 8.550 $. Aproximadament el 44,2% de les famílies i el 41% de la població estaven per davall del llindar de pobresa.

## Poblacions més properes
El següent diagrama mostra les poblacions més properes.